# Font de Sant Vicenç (Cabanes)
La Font de Sant Vicenç és una obra de Cabanes (Alt Empordà) inclosa a l'Inventari del Patrimoni Arquitectònic de Catalunya.

## Descripció
Situada dins del nucli urbà de la població de Cabanes, a la banda de llevant del terme, en la confluència dels carrers del Canal i Dos de maig.
Construcció de planta quadrada d'uns dos metres d'alçada, amb la coberta de teula de dues vessants, amb cornises de teula als murs perpendiculars i ràfec de dents de serra. Presenta dos brolladors damunt una pica esglaonada de maó, tot emmarcat dins una arcada d'arc apuntat bastit amb maons. Al damunt, una placa commemorativa amb el nom de la font i l'any de construcció, 1953. També hi ha un plafó de ceràmica decorat amb la imatge del sant, situat a la part superior de l'arc. La resta del parament està arrebossat i pintat.

## Història
Construcció de mitjans del segle xx, tal com ho testimonia una placa commemorativa amb l'any 1953. Per sant Isidre, a la vila de Cabanes es fa una representació popular d'un dels passatges de la vida del patrò dels pagesos.